# 红芽木
红芽木（学名：Cratoxylum formosum sp. pruniflorum）为藤黄科黄牛木属下的一个亚种。

## 外部連結
- 呫噸酮V1 Xanthone V1 （页面存档备份，存于） 中草藥化學圖像數據庫 (香港浸會大學中醫藥學院) （中文）（英文）